# Людина, яка хотіла лишатися собою
«Людина, яка хотіла лишатися собою» («L'homme qui voulait vivre sa vie») — французький кінофільм 2010 року, знятий режисером Андре Тешіне.

## Сюжет
Головний герой Поль — співробітник однієї з адвокатських контор Парижа з великою зарплатою та великим будинком, гарною дружиною та двома синами. Однак незабаром Поль дізнається, що його дружина зраджує його з місцевим фотографом. Сліпа лють штовхає Поля на безрозсудний вчинок. Стоячи над трупом коханця, він розуміє, що його гарне благополучне життя в минулому…

## У ролях
- Ромен Дюріс: Поль Ексбен
- Маріна Фойс: Сара Ексбен, дружина Поля
- Бранка Катіч: Івана
- Нільс Ареструп: Бартоломе
- Катрін Денев: Анна
- Ерік Руф: Грегуар Кремер, коханий Сари
- Енцо Касоте: Гюго
- Естебан Карвахал Алегрія: Валері Грей, молодий спадкоємець
- П'єр-Анж Ле Погам: Ерван, бретонський моряк
- Жером Жугла: сільський бармен
- Жан-Поль Батані: Жан-Клод
- Флоранс Мюллер: Кларисса
- Дуглас Кеннеді: чоловік, що йде по перону вокзалу

## Знімальна група
- Режисер: Андре Тешіне
- Сценарій: Андре Тешіне, Оділь Барскі, Жан-Марі Бессе
- Продюсер: П'єр-Анж Ле Погам
- Музика: Філіпп Сард
- Оператор: Жульєн Гірш
- Монтаж: Мартін Джордано